# Erik Olufsen Gyldenstierne
Erik Olufsen Gyldenstjerne (død 1536) var en dansk lensmand.
Han var søn af Oluf Pedersen Gyldenstjerne til Estvadgård og Anne Rosenkrantz til Palsgård, der igen var en datter af Ludvig Nielsen Rosenkrantz og Kirsten Hack. Han kaldes ofte Hack både før og efter, at han tog navnet Gyldenstjerne.
Fra 1525-27 var han forlenet med Åstrup i Vendsyssel og kaldes også på denne tid kongens skænk. I 1527 blev han forflyttet til Engelborg ved Nakskov Fjord og fik i 1532 livsbrev herpå. Han havde fortsat forleninger på Lolland, da Grevens Fejde brød ud, men havde selv 1532 været med på toget til Norge mod Christian 2., og da Mogens Gyldenstjerne 9. juli samme år drog til Danmark med Christian 2., blev Akershus slot overdraget til Gyldenstjerne. Under Grevens Fejde havde Gyldenstjerne stor del i, at det søndenfjældske råd tidligt sluttede sig til Christian 3.. Selv blev han i 1535 med en flåde sendt til Danmark og deltog med Peder Skram i krigen mod lybeckerne. 
På grund af, at han aktivt havde arbejdet for at bevare forbindelsen med Danmark, havde han gjort sig meget forhadt af det norske selvstændighedsparti. Som Erik Hack var han også blandt de mænd, som almuen i Trondhjem, da de danskfødte rigsråder Vincents Lunge og Niels Lykke blev dræbt, dem 7. januar 1536 erklærede ”skulle straffes, hvor man dem kunne overkomme, fordi de mod Norges Lov havde kejset Konge og pålagt Skat”. Fra Trondhjem sendtes en af ærkebispens soldater, Einar Tjeld, mod Oslo og Akershus. Selv om Gyldenstjerne var omgivet af fjender på alle sider modstod han med sin ringe styrke Einar Tjelds angreb i forskellige træfninger, hvori han to gange selv blev såret. 
Han ilede derpå til Danmark for at underrette Christian 3. om ærkebispens forræderi, og den 15. maj 1536 er han på Eske Billes gård Vallens slot i Halland, men derefter forsvinder ethvert spor af ham. Efter et upålideligt sagn skulle han være bleven ”forgivet i Sverige”. Han var gift med Tyge Krabbes datter Olive; i følge en senere retssag havde han ”på sit yderste” givet hende ”nogen Sjælegave, Fæstensfæ og Morgengave”. På den baggrund er han formentlig død i hustruens nærvær lige efter brylluppet, og da formodentlig på Tyge Krabbes forlening Helsingborg Slot. I august 1536 fik Peder Hansen (Litle) alle de len i Norge, som Gyldenstjerne havde haft; inden det tidspunkt må Gyldenstjerne altså i hvert tilfælde være død.